# Fuirena zambesiaca
Fuirena zambesiaca är en halvgräsart som beskrevs av Kaare Arnstein Lye. Fuirena zambesiaca ingår i släktet Fuirena och familjen halvgräs. Inga underarter finns listade i Catalogue of Life.